# Семёновский (остров)
Семёновский — бывший остров (в настоящее время Семёновское мелководье, Семёновская банка) в юго-западной части Новосибирских островов (крайний запад Ляховских островов), в восточной части моря Лаптевых. Прежде чем исчезнуть, был одним из самых маленьких островов в архипелаге.
Иван Ляхов, купец из Якутска, открыл этот остров в 1770 году. Он обнаружил следы огромного стада оленей, которые перешли на остров по замерзшему морю. Императрица Екатерина II наградила его за открытие этого и нескольких островов в Новосибирском архипелаге эксклюзивным правом на сбор мамонтовой кости на них. По другим данным, остров (вместе с соседним Васильевским) открыл в 1815 году якут Максим Ляхов — передовщик якутского мещанина Н. С. Белькова, впервые посетившего остров 27 апреля 1822 года).
В 1823 году остров посетил (по другим данным —  впервые открыл) начальник гидрографической экспедиции лейтенант П. Ф. Анжу при своём следовании на остров Бельковский. 10-12 сентября 1881 года на острове останавливалась экспедиция американского полярного исследователя Дж. В. Делонга.
Со времени своего открытия, остров Семёновский быстро уменьшался в размерах. Площадь острова составляла 4,6 км² в 1823 году, 0,9 км² в 1912 году, 0,5 км² в 1936 году и 0,2 км² в 1945 году, когда его морские утёсы возвышались на высоту примерно 24 метров над уровнем моря.
В 1950 году он представлял собой одиночный байджерах (бугор из мерзлого льдистого грунта). К 1952 году он был разрушен, а песок лежал прямо над поверхностью моря. Когда остров Семёновский посетили в начале 1960-х, он исчез, и только песочное мелководье со средней глубиной 10 м и минимальной глубиной 0,2 м осталось на его месте.
По данным на начало 2000-х годов минимальная глубина, зафиксированная на юго-восточном склоне Семёновской банки, составляет 4,2 м. С учётом деградации открытого волнению мелководья, глубины вершин его банок в настоящее время могут достигать около 3 м (в 1966 году этот показатель составлял  около 0,8 —  1 м).